# Brandon Sanderson
Brandon Sanderson (født 19. december 1975) er en amerikansk forfatter. Han er bedst kendt for sin Mistborn-serie, og hans arbejde med at færdiggøre Robert Jordans episke fantasyserie The Wheel of Time. I 2010 udgav Sanderson The Way of the Kings, som er den første bog i en bogserie kaldet The Stormlight Archive. 

## Biografi
Sanderson blev født i Lincoln, Nebraska. Han tog en bachelor i engelsk på Brigham Young University og fik i 2005 en kandidatgrad i creative writing. I 2006 blev Sanderson gift med Emily Bushman, som senere blev hans manager. Når han ikke skriver, underviser Sanderson i creative writing på Brigham Young University.

## Karriere
Sandersons første bog, Elantris, blev udgivet i 2005 hos Tor Books. Den fik positive anmeldelser. I 2006 udkom The Final Empire, som var den første bog i hans Mistborn-fantasytriologi. Anden bog i Mistborn-serien, The Well of Ascension ud kom i 2007. I 2008 udkom den sidste bog, The Hero of Ages, i Mistborn-serien.
Efter fantasyforfatteren Robert Jordans død i 2007 blev Sanderson udvalgt af Jordans enke og redaktør, Harriet McDougal, til at færdiggøre den sidste bog i Jordans episke fantasyserie The Wheel of Time. McDougal valgte Sanderson, fordi hun var imponeret af Sandersons første Mistborn-roman. Efter Sanderson havde gennemarbejdet Jordans notater, blev det besluttet at den sidste bog i The Wheel of Time-serien ville blive til tre bøger. Den første bog af de tre, The Gathering Strom, blev udgivet i 2009 og nåede førstepladsen på The New York Times' Best Seller List.
I 2010 udgav Sanderson den første roman, The Way of Kings, i en planlagt ti bogserie kaldet The Stormlight Archive. The Way of Kings har ligget nr. 7 på The New York Times' Best Seller List og er på Amazons "Top 100 Science Fiction and Fantasy Books to Read in a Lifetime".
Anden bog i serien, Words of Radiance, udkom i 2014.
Den danske oversættelse af The Way of Kings, Kongernes vej, vil blive udgivet hos forlaget Ulven og Uglen i 2017. Forlaget Dreamlitt har udgivet to af Sandersons bøger, Steelheart og Firefight på dansk. 